# Opération Capital

Pendant la Seconde Guerre mondiale, l'opération Capital ou opération Y, était une vaste offensive britannique lancée le 19 novembre 1944 depuis l'Assam, en Inde, à travers le fleuve Chindwin jusqu'au nord-est de la Birmanie près de Mandalay. Les objectifs étaient de dégager les forces japonaises du nord de la Birmanie, de rouvrir la route de Birmanie vers la Chine et d'arrimer les forces japonaises pour empêcher leur transfert vers le théâtre du Pacifique. La quatorzième armée britannique affronta la quinzième armée japonaise près d'Imphāl et de Kohima. Les Japonais furent forcés de se replier sur une ligne d'Indaw à Mandalay, évacuant la majeure partie de la Birmanie.
Lors de la planification, l'opération fut renommée Extended Capital pour inclure une poursuite de l'ennemi jusqu'à Rangoun.
Voir l'article bataille de Meiktila et de Mandalay pour une description plus complète de cette opération et de son contexte.